# Souza Cruz
Souza Cruz est un cigarettier brésilien faisant partie de l'indice Bovespa. L'entreprise est une filiale de British American Tobacco.

## Historique
En février 2015, British American Tobacco acquiert les 24,7 % qu'il ne détient pas encore dans Souza Cruz pour 2,3 milliards de livres soit 3,53 milliards de dollars.